# Västgötaskolan

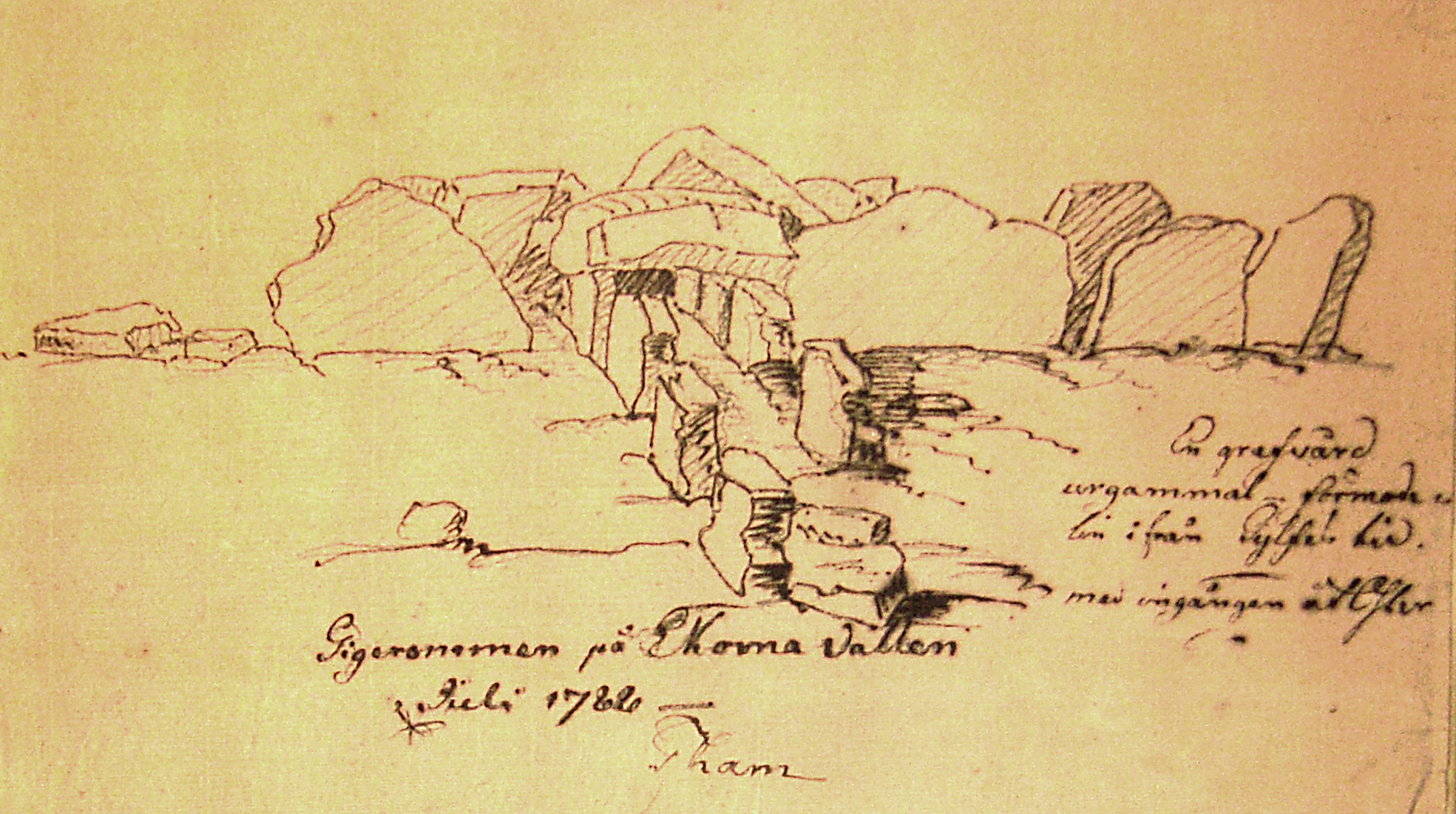
Gånggriften Girommen på Ekornavallen tecknad av Pehr Tham 1782.

Västgötaskolan eller Götaskolan är en riktning bland amatörforskare intresserade av Västergötlands forntid och medeltid. Företrädarna framhäver Västergötlands kulturella och politiska betydelse under äldre tid. Vissa av företrädarna hävdar att Svea rikes vagga stod i Västergötland, det vill säga att en svensk riksbildning skulle ha utgått därifrån.
De åsikter Västgötaskolan framför står ofta i strid med konsensus bland professionella forskare. Skolan har kritiserats starkt av universitetsforskare som funnit dess tolkningar alltför spekulativa.
Bland de mest kända namnen som kopplas till denna heterogena teoribildning finns Carl Otto Fast, Mac Key och Verner Lindblom. Genom TV-producenten Dag Stålsjö fick deras teorier 1981 ett massmedialt genombrott. Rigorositeten har varierat från den mer spekulerande Key till den mer källhänvisande, och universitetsutbildade Lindblom, men då begreppet är omtvistat till sitt omfång är det vanskligt att hänföra särskilda personer till Västgötaskolan. 

## Idéernas förhistoria
Pehr Tham (död 1820), kallad "Den siste Rudbeckianen" hävdade i sitt inträdestal till litterära sällskapet Götiska förbundet bland annat att Yggdrasil stått på hans ägor på godset Dagsnäs. Detta blev för mycket för medlemmen Pehr Henrik Ling, som utropade "Den står väl i helvete heller!" och arg lämnade mötet. Genom att på Olof Rudbeck den äldres vis tolka gamla ortnamn ansåg Tham sig bevisa att Oden som enligt Heimskringla bosatt sig i "forna Sigtuna", i stället bosatt sig i Sätuna i närheten av Dagsnäs.
Senare blev komminister Per Kjöllerström tankeriktningens upphovsman. Hans bok Westergötland såsom landskap (1919) ger en översikt över hans idéer. Han placerar "alla märkligare historiska pådragelser" till södra Sverige. Namnet svear betecknade enligt honom alltid samtliga svenskar.

## I början av nittonhundratalet
Carl Otto Fast (1884–1969) var gruvingenjör. Forntidsentusiast förefaller han ha blivit år 1906, när han låg vid Svea ingenjörkår och en manövernatt slog läger vid högarna i Gamla Uppsala. Han läste en hel del om germansk mytologi och sagohistoria, ämnen som var på modet under 1900-talets första decennier. Åren 1929–30 utgav han själv ett par små böcker eller broschyrer om bland annat Beowulfeposet och Eddans ortnamnsbestånd. Fast hävdade att dessa berättelser var förlagda i Västergötland, där den götiske hjälten Beowulf skulle vara begravd i Skalundahögen, och att Kinnekulle var fornsagornas Uppsala.

## Nittonhundratalets andra hälft
Under 1960-talet förde ingenjör Holger Bengtsson på nytt fram Fasts uppfattningar. Han gav 1963 ut boken Svetjud, sveafolket från Kinnekulles upland. Under utställningen R68 i Skövde ordnade landsantikvarien Sven Axel Hallbäck den 7 juni 1968 en offentlig disputation i Skövde kulturhus. Tanken var att Bengtsson skulle kunna lägga fram och försvara sina teser om hur Sveariket uppkommit, så att en saklig debatt kunde komma igång. Debattförsöket misslyckades, då Bengtsson möttes av kompakt förakt från opponenterna.
Teorier om att de akademiska forskarna medvetet ljög och förfalskade material som motsade västgötaskolans idéer har också framförts. Ett exempel är Carl Otto Fasts åsikt 1944 att "Urdals brunn" vid Uppsala högar, på 1670-talet omnämnd som offerbrunn från hednisk tid, i själva verket skulle vara en förfalskning från 1600-talet. Efter att Ebba Hult De Geer, expert på dendrokronologi, undersökt trävirke från brunnen kom besked att trädet var fällt 1659. Senare undersökningar från Upplandsmuseet har i stället kommit fram till att brunnen uppfördes under slutet av 1100-talet som kristen offerbrunn. Ett annat exempel på konspirationstänkande är Mac Keys påstående 1970 att Möjbrostenen skulle vara en 1600-talsförfalskning, i och med att den så starkt skiljer sig från alla andra stenar som är funna i samma område. Bland andra efterföljare till Fast med mer fantasifulla teorier märks Göran Liljenroth, som 1985 utgav en bok där han beskrev hur ett andeväsen pekade ut gården Gum för honom.
Även Jan Skoglöw tillhör Västgötaskolan. Han blev offer för en hoax och trodde på konspirationsteorin att det på Carolina Rediviva skulle finnas ett giftskåp med dokument som motbevisade etablerade uppfattningar. Polisanmälningar gav viss publicitet i pressen.[källa behövs] Skoglöw hävdar Kinnekulle-teorin.

### TV-serien Svearikets vagga
Hösten 1981 började programserien Svearikets vagga – En historia i gungning sändas i Sveriges Television vilket blev Västgötaskolans massmediala genombrott. Producenten Dag Stålsjös upplägg lät debatten utgå från verkliga eller mytiska motsättningar: mellan akademiker och lekmän, mellan central kulturmiljövård och regional hembygdsforskning, mellan traditionell historietolkning och andra synsätt. I programserien gavs Västgötaskolan och dess företrädare en framträdande plats, samtidigt som det fanns mer eller mindre uttalat populistiska, antiakademiska inslag. Programserien följdes upp av en TV-sänd paneldebatt den 10 september 1982 mellan företrädare och motståndare till Västgötaskolan, samt opartiska historiker, ledd av programledaren Lars Orup.
Programserien anmäldes till Radionämnden, där anmälaren ansåg att programserien vimlade av ovederhäftigheter och på ett upprörande sätt kränkte allmänhetens rätt till saklig och opartisk information. Enligt anmälaren misskrediterade TV-serien seriös historisk forskning och gav fritt spelrum åt okunnigheten, den stöddiga lokalpatriotismen och den rena dumheten.
Radionämnden inkallade som enmansutredare professorn i historia vid Stockholms universitet, Herman Schück. Sveriges Television i Göteborg och Dag Stålsjö menade att det var orimligt att en forskare som helt klart inte är neutral, fått bli enmansutredare. Efter Schücks yttrande till försvar för den etablerade historiesynen, fälldes TV-serien av Radionämnden för osaklighet och partiskhet den 10 november 1983. Konsekvensen blev att programserien inte fick sändas i repris.

#### Vaggdebatten
Debatten efter programserien och fällningen i Radionämnden blev livlig, bland annat i riks- och lokalpress. Oförsonligheten i inläggen var stor och personliga påhopp förekom. En positiv konsekvens av debatten var att många unga stimulerades i sitt historieintresse. Anslagsgivarna av arkeologiska forskningsmedel fick dåligt samvete och medelstillgången inom svensk järnålders- och medeltidsforskning sköt i höjden".
Ett av de ämnen som debatterades under 1980-talet var om Västergötland hade varit ett forskningsmässigt försummat landskap. När det gäller forskningsanslag konstaterade dåvarande chefen för Göteborgs arkeologiska museum, Lili Kaelas, år 1982 att under de fem närmast föregående åren hade Stockholmsområdet fått 70-80 % av de större forskningsanslagen, medan Västsverige endast fått 2-3 %, och dessförinnan hade Västsveriges andel varit ännu mer blygsam. När det gäller arkeologiska undersökningar, kan detta enligt professor Åke Hyenstrand förklaras med att eftersom nästan alla arkeologiska undersökningar föranleds av markförändringar, har Skaraborg som gammalt jordbrukslän en liten del, medan Göteborgsområdet har en större del av undersökningarna. Dessutom har den rena forskningen inom både arkeologi och medeltidshistoria varit desto livligare, enligt Hyenstrand.
Historikern Henrik Janson menade att vaggdebatten på 1980-talet blev en del av en större rörelse mot den från Stockholm centraliserade svenska statsmakten. Under 1970-talet hade intresset för hembygdsforskning och släktforskning vuxit, samtidigt som landet upplevde "Gröna vågen" och ett ökat intresse för folkkultur.
Medeltidsarkeologen Claes Theliander skrev 2005 att perioden yngre järnålder och äldre medeltid inte tidigare varit prioriterade områden vid arkeologiska institutionen i Göteborg. Detta innebar att mycket få arkeologer var insatta i materialet som debatterades på det tidiga 1980-talet, och de som ändå deltog i debatten arbetade i andra delar av Sverige.
Historikern Dick Harrison skrev 2011 att man inom forskningen menade att själva frågan om vaggan var felställd. Begreppet "Svea rike" var en efterhandskonstruktion och ingen "vagga" i bemärkelsen geografisk lokalitet där allt började gick att identifiera. Han skrev att riksbildandet snarare utgick från nätverk av familjer och stormän än geografiska områden. Harrison menar att endast brottstycken av utvecklingen – såsom kristnandet, kyrkobyggandet, myntpräglingen, gästningen, ledungen, de kungliga egendomarna ("Uppsala öd") och vissa kungaval – är kända.
Historikern Harald Gustafsson påpekade 2013 att det svenska riket vid den berörda tiden var ett resekungadöme. Ingen huvudstad eller annat politiskt centrum fanns.

### Götalandshypotesen
Ett annat debattämne var frågan om svenska statens uppkomst. Verner Lindblom gjorde i boken Götland, Sveriges vagga ett försök att formulera några sammanhållande drag för två motsatta hypoteser. En äldre, tidigare mer eller mindre officiell hypotes, utgick ifrån Gamla Uppsala och Mälardalen, där invånarna "svearna" erövrade övriga landsdelar. Som motvikt formulerade Lindblom Götalandshypotesen, vilken innebar att svenska staten vuxit fram i samma riktning som många andra uppfinningar och nyheter, från sydväst mot nordost. Sverige har, enligt hypotesen, uppkommit ur en från början löslig landskapsunion. Flera vetenskapliga arbeten av bland andra Peter Sawyer, Thomas Lindkvist och Åke Hyenstrand anslöt under 1980- och 1990-talet sig till grundtankarna i Götalandshypotesen, men eftersom Östergötland också spelade en stor roll i utvecklingen, anser de att utvecklingen snarare gått från söder till norr.